# 流星洛克人 (游戏)
《流星洛克人》，是游戏开发商卡普空於2006年12月14日發售、任天堂DS专用的一款動作角色扮演遊戲，為流星洛克人系列的首作。游戏一共发行了三个版本，分别为天马版（ペガサス, Pegasus），雄狮版（レオ, Leo）和青龙版（ドラゴン, Dragon），每版本都包含独有卡片及变身，北美发售的青龙版最初由GameStop与EB Games独家发行。
尽管本作与洛克人EXE系列较为相似，因故事发生在多年以后，本作仍不属于洛克人EXE系列。游戏中战斗以三维形式在3x5的网格上进行，但与EXE系列不同，洛克人只能在所处行的3个网格内进行移动。又由于任天堂DS拥有联机功能，玩家可以通过无线连接进行联机对战，交换战斗卡以及建立兄弟（Brother Band）网络。
本作的动画与漫画在游戏发行前几个月就已经制作，然而仅动画版拥有英文配音。